# Marina militare etiope
La Marina militare etiope fu la forza navale militare dell'Impero etiope prima e dell'Etiopia poi, parte integrante delle Forze armate etiopi; creata nel 1957 dopo che l'Etiopia ebbe ottenuto uno sbocco al mare con l'acquisizione dell'ex possedimento italiano della Colonia eritrea, la Marina etiope fu sciolta nel 1996 dopo che l'Eritrea ebbe ottenuto l'indipendenza, trasformando l'Etiopia stessa in uno Stato senza sbocco al mare.

## Storia

### La marina imperiale
Privo di uno stabile sbocco al mare per gran parte della sua storia, l'Impero etiope ottenne infine una linea costiera lungo il Mar Rosso nel dicembre del 1950: come compensazione per il periodo dell'occupazione italiana negli anni precedenti la seconda guerra mondiale, l'Etiopia ottenne l'ex possedimento italiano della Colonia eritrea, prima amministrata da parte del Regno Unito come mandato delle Nazioni Unite; l'Eritrea fu formalmente uno stato federato all'Etiopia fino al 1962, quando fu annessa come provincia di quest'ultima.

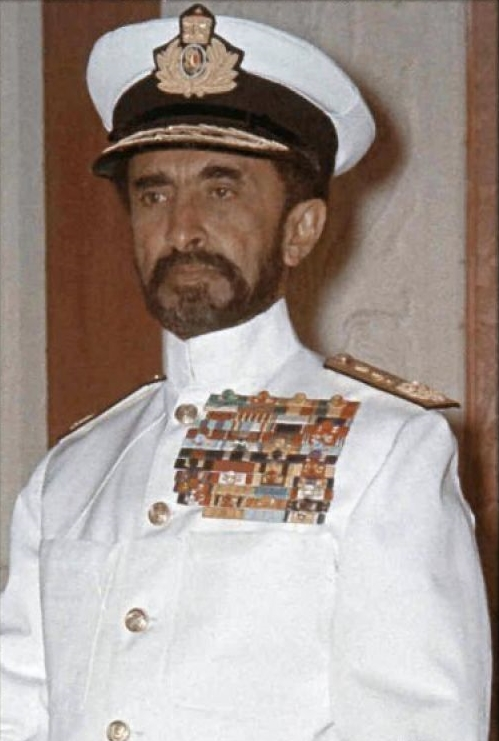
Il Negus Hailé Selassié con l'uniforme della Marina etiope

Ottenuto tale sbocco al mare, nel 1957 il Negus d'Etiopia Hailé Selassié istituì formalmente la prima marina militare della storia etiope, come terza forza armata nazionale dopo l'esercito e l'aeronautica militare. La Marina etiope stabilì la sua base principale nel porto di Massaua, con stazioni navali secondarie ad Assab e nelle isole Dahlak; ad Asmara fu invece istituita un'accademia navale per la formazione degli ufficiali, poi affiancata anche da una stazione aeronavale. La prima nave militare etiope fu il cacciasommergibili PC-1616 della Bundesmarine, ceduto all'Etiopia nel gennaio del 1957 e in servizio per breve tempo sotto il nominativo di Zerai Deres (in onore dell'omonimo patriota etiope) con una triangolazione di prestiti con l'Italia (che poi ottenne il controllo dell'unità nel maggio del 1959).
La Marina etiope fu strutturata come una forza costiera per la difesa delle acque territoriali nazionali, con una flotta composta principalmente da unità leggere e pattugliatori. Le unità navali furono fornite principalmente dagli Stati Uniti d'America (una serie di piccoli pattugliatori costieri in varie classi), ma anche dalla marina militare olandese (il dragamine MS-41, ex Hr. Ms. Elst della classe Wildervank); nel 1962 l'Etiopia ottenne la fregata (poi declassata a nave scuola) Ethiopia (pennant number A-01), l'ex nave appoggio idrovolanti USS Orca statunitense, che con le sue 2.500 tonnellate di dislocamento fu la più grande unità navale a entrare in servizio con la Marina etiope. Nel corso degli anni 1960 fu istituita anche una piccola unità di aviazione navale etiope con sei elicotteri Bell UH-1 Iroquois statunitensi. L'assistenza alla formazione degli equipaggi e all'organizzazione della forza fu fornita dalla Royal Navy britannica, con gli allievi più promettenti dell'accademia di Asmara inviati a completare la loro formazione all'Accademia navale di Livorno o alla United States Naval Academy di Annapolis; personale navale italiano fu inviato in Etiopia a contribuire all'addestramento della forza, e nel 1974 un accordo di collaborazione fu stipulato con la marina militare norvegese.

### La marina sotto Menghistu

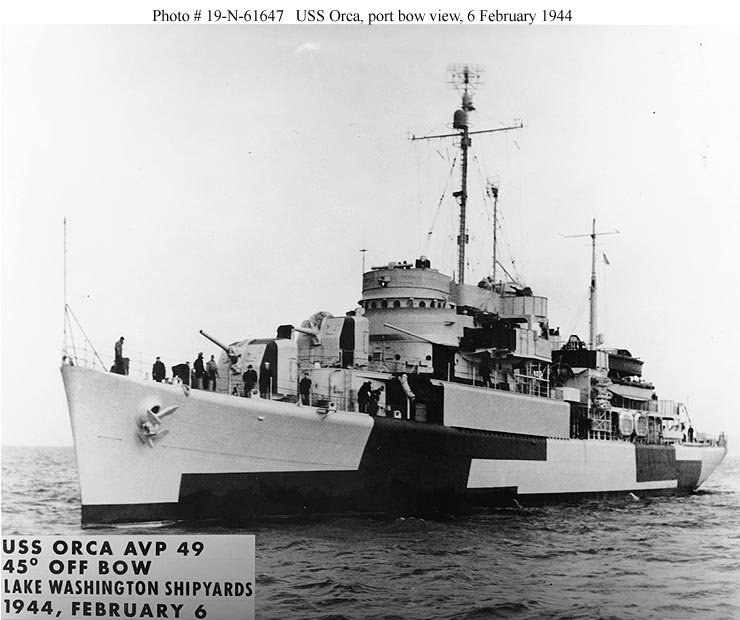
La nave appoggio idrovolanti, poi nave scuola Ethiopia (A-01) della Marina etiope

Dopo una serie di sommosse popolari, il 12 settembre 1974 il governo del Negus Hailé Selassié fu rovesciato da una giunta militare di ufficiali ribelli (Derg), che abolirono la monarchia e proclamarono la repubblica, retta a partire dal febbraio del 1977 dal colonnello Menghistu Hailè Mariàm. Viste le simpatie comuniste e marxiste di Menghistu e del nuovo regime, le nazioni del Blocco occidentale sospesero i loro aiuti militari all'Etiopia venendo in questo rimpiazzate dall'Unione Sovietica, da Cuba e dalla Germania Est: la Marina etiope fu completamente riequipaggiata con unità navali di costruzione sovietica, e gli allievi ufficiali etiopi presero a frequentare le accademie navali di Leningrado e Baku; in cambio, l'Unione Sovietica ottenne il permesso di stabilire una propria base navale ad Assab, oltre a impiantare una stazione ELINT alle isole Dahlak e a basare una coppia di propri aerei da pattugliamento marittimo Ilyushin Il-38 all'aeroporto di Asmara.
Nonostante il sostegno sovietico, l'apporto quasi nullo dato dalla marina nel corso della guerra dell'Ogaden tra Somalia ed Etiopia nel 1977-1978 e lo scoppio di varie insurrezioni popolari in Eritrea e nella Regione dei Tigrè nel corso degli anni 1980 (prodromi della guerra d'indipendenza dell'Eritrea e della guerra civile etiope) spinsero il governo di Menghistu a spostare risorse dallo sviluppo delle forze navali a favore di esercito e aeronautica militare, e la Marina etiope andò incontro a un lento declino. Nel 1991, all'apice della sua consistenza, la Marina etiope controllava 3.500 uomini e 26 unità navali di vario tipo, le principali delle quali erano due fregate classe Petya (F-1616 e F-1617), quattro motocannoniere missilistiche classe Osa, vari pattugliatori/motosiluranti (due della classe Turya, due della classe Mol e quattro della classe Zhuk oltre a più vecchie unità di provenienza occidentale), tre dragamine (uno rispettivamente della classe Natya e della classe Sonya oltre al più anziano MS-41 ex olandese), una dozzina di mezzi da sbarco tipo LCVP e LST e una petroliera di supporto; gli elicotteri UH-1 dell'aviazione navale erano stati rimpiazzati da un paio di Mil Mi-8 sovietici, ed era stata costituita una piccola brigata per la difesa costiera dotata di un paio di lanciatori per missili antinave P-15 montati su autocarri.

### La fine
La piccola Marina etiope fu estesamente impegnata in appoggio alle operazioni contro il Fronte di Liberazione del Popolo Eritreo (FLPE). Nell'aprile del 1977 il pattugliatore P-11 andò perduto mentre operava al largo della costa eritrea, non è chiaro se per naufragio o a causa dell'attacco di unità navali leggere del FPLE: in questo secondo caso, la nave risulterebbe l'unica unità navale etiope perduta in un combattimento diretto. La situazione si fece critica all'inizio degli anni 1990, quando la guerriglia del FPLE iniziò a impossessarsi di vaste regioni nell'interno dell'Eritrea, isolando le guarnigioni etiopi poste nei porti sulla costa; nel marzo del 1990 un'offensiva eritrea portò alla caduta di Massaua, la principale base navale della Marina etiope, mentre un raid di unità leggere dell'FPLE alla base nelle isole Dahlak portò al danneggiamento della fregata F-1616, messa praticamente fuori combattimento. Le unità navali etiopi furono concentrate nel porto di Assab, ma la loro operatività si fece critica a causa della carenza di carburante e pezzi di ricambio; all'inizio del maggio del 1991 le forze dell'FPLE circondarono Assab e colpirono il porto con la loro artiglieria, affondando diverse unità ferme all'ancora. Il 24 maggio 1991 Asmara, circondata dai ribelli, cadde senza opporre resistenza, e il giorno dopo tutte le unità navali etiopi ancora in grado di prendere il mare ricevettero l'ordine di abbandonare Assab e di rifugiarsi nello Yemen.
Caduto Menghistu, l'Eritrea ottenne l'indipendenza alla fine di maggio del 1991, privando l'Etiopia del suo sbocco al mare; il quartier generale della Marina etiope fu spostato nella capitale Addis Abeba e la forza continuò a esistere pur nella paradossale condizione di non disporre di alcuna base navale propria, conducendo ancora alcuni occasionali pattugliamenti del Mar Rosso partendo da porti yemeniti. Nel 1993 il governo yemenita si dimostrò sempre più ostile alla presenza di una forza navale straniera nei suoi porti, e ciò che rimaneva della Marina etiope si trasferì a Gibuti, abbandonando ad Aden altre unità ormai non più in grado di muoversi (oltre a 200 dei suoi marinai, che vissero per mesi in una sorta di limbo legale); furono presi contatti con l'Eritrea per riottenere la base di Assab o per condividere con il governo eritreo il possesso delle navi superstiti, ma tutte queste proposte non portarono a niente e le unità etiopi furono lasciate languire nel loro ancoraggio di Gibuti.
La situazione si protrasse fin verso la fine del 1996: il 17 settembre il governo gibutino ordinò il sequestro delle imbarcazioni etiopi presenti nei suoi porti come compensazione per il mancato pagamento dei costi di ormeggio; alcune delle unità, tra cui una delle motomissilistiche classe Osa e un paio di vecchi pattugliatori, furono poi vendute alla nascente Marina militare eritrea. Più avanti nello stesso anno l'unica imbarcazione superstite, il pattugliatore GB-21 di base nel Lago Tana, passò sotto il controllo dell'esercito e il quartier generale della marina ad Addis Abeba fu formalmente sciolto, ponendo fine ai 39 anni di esistenza della forza navale etiope.